# José de La Mar
José Domingo de La Mar y Cortázar (Cuenca, 1778 – Cartago, 1830) è stato un politico peruviano.
Valente soldato dell'esercito spagnolo, partecipò alla battaglia di Saragozza e fu prigioniero a Digione fino al 1813.
Ispettore militare generale in Perù dal 1814 e comandante della piazzaforte di Callao, fu sconfitto da José de San Martín e costretto ad aggregarsi alle truppe rivoluzionarie di Simón Bolívar.
Divenuto presidente del Perù, fu coinvolto in una guerra con la Colombia e sconfitto per poi essere esiliato.